# Дечја психологија
Дечја психологија је научна дисциплина која проучава психофизички развој детета од зачећа до зрелости. У оквиру дечје психологије издвајају се посебне области као што су психологија одојчета, психологија раног детињства, психологија предшколског детињства итд. С обзиром на велики значај детињства за развој личности у целини, у почетку је синтагма дечје психологије била синоним за развојну психологију, док се данас сматра да је то само један, али врло важан њен део.